# Gran Premio de Francia de Motociclismo de 2012
El Gran Premio de Francia de Motociclismo de 2012 (oficialmente: Monster Energy Grand Prix de France) fue la cuarta prueba del Campeonato del Mundo de Motociclismo de 2012. Tuvo lugar en el fin de semana del 18 al 20 de mayo en el Circuito Bugatti, situado a 5 km de la localidad de Le Mans (Sarthe), en los Países del Loira, Francia.
La carrera de MotoGP fue ganada por Jorge Lorenzo, seguido de Valentino Rossi y Casey Stoner. Thomas Lüthi fue el ganador de la prueba de Moto2, por delante de Claudio Corti y Scott Redding. La carrera de Moto3 fue ganada por Louis Rossi, Alberto Moncayo fue segundo y Álex Rins tercero.

## Resultados

### MotoGP
| Pos.! N.º | Corredor | Marca            | Vueltas      | Tiempo | Parrilla   | Puntos |    |
| --------- | -------- | ---------------- | ------------ | ------ | ---------- | ------ | -- |
| 1         | 99       | Jorge Lorenzo    | Yamaha       | 28     | 49:39.743  | 4      | 25 |
| 2         | 46       | Valentino Rossi  | Ducati       | 28     | +9.905     | 7      | 20 |
| 3         | 1        | Casey Stoner     | Honda        | 28     | +11.298    | 2      | 16 |
| 4         | 26       | Dani Pedrosa     | Honda        | 28     | +29.361    | 1      | 13 |
| 5         | 6        | Stefan Bradl     | Honda        | 28     | +32.477    | 13     | 11 |
| 6         | 69       | Nicky Hayden     | Ducati       | 28     | +32.842    | 11     | 10 |
| 7         | 4        | Andrea Dovizioso | Yamaha       | 28     | +59.759    | 3      | 9  |
| 8         | 35       | Cal Crutchlow    | Yamaha       | 28     | +1:05.152  | 5      | 8  |
| 9         | 8        | Héctor Barberá   | Ducati       | 28     | +1:07.846  | 9      | 7  |
| 10        | 19       | Álvaro Bautista  | Honda        | 28     | +1:13.193  | 8      | 6  |
| 11        | 77       | James Ellison    | ART-Aprilia  | 28     | +1:26.663  | 16     | 5  |
| 12        | 54       | Mattia Pasini    | ART-Aprilia  | 28     | +1:27.633  | 20     | 4  |
| 13        | 41       | Aleix Espargaró  | ART-Aprilia  | 27     | +1 Vuelta  | 17     | 3  |
| 14        | 51       | Michele Pirro    | FTR-Honda    | 27     | +1 Vuelta  | 14     | 2  |
| 15        | 68       | Yonny Hernández  | BQR-Kawasaki | 27     | +1 Vuelta  | 15     | 1  |
| 16        | 11       | Ben Spies        | Yamaha       | 27     | +1 Vuelta  | 6      |    |
| 17        | 7        | Chris Vermeulen  | Suter-BMW    | 26     | +2 Vueltas | 21     |    |
| 18        | 22       | Iván Silva       | BQR-Kawasaki | 26     | +2 Vueltas | 19     |    |
| Ret       | 9        | Danilo Petrucci  | Ioda-Aprilia | 24     | Caída      | 18     |    |
| Ret       | 14       | Randy de Puniet  | ART-Aprilia  | 22     | Caída      | 12     |    |
| Ret       | 17       | Karel Abraham    | Ducati       | 11     | Retirado   | 10     |    |
| Fuente:   |          |                  |              |        |            |        |    |

### Moto2
| Pos.! N.º | Corredor | Marca               | Vueltas     | Tiempo | Parrilla  | Puntos |    |
| --------- | -------- | ------------------- | ----------- | ------ | --------- | ------ | -- |
| 1         | 12       | Thomas Lüthi        | Suter       | 26     | 50:02.816 | 2      | 25 |
| 2         | 71       | Claudio Corti       | Kalex       | 26     | +6.354    | 9      | 20 |
| 3         | 45       | Scott Redding       | Kalex       | 26     | +12.162   | 4      | 16 |
| 4         | 29       | Andrea Iannone      | Speed Up    | 26     | +16.338   | 5      | 13 |
| 5         | 36       | Mika Kallio         | Kalex       | 26     | +19.278   | 6      | 11 |
| 6         | 40       | Pol Espargaró       | Kalex       | 26     | +20.874   | 3      | 10 |
| 7         | 95       | Anthony West        | Moriwaki    | 26     | +21.705   | 27     | 9  |
| 8         | 76       | Max Neukirchner     | Kalex       | 26     | +28.117   | 26     | 8  |
| 9         | 14       | Ratthapark Wilairot | Suter       | 26     | +38.317   | 28     | 7  |
| 10        | 38       | Bradley Smith       | Tech 3      | 26     | +40.940   | 19     | 6  |
| 11        | 80       | Esteve Rabat        | Kalex       | 26     | +44.077   | 18     | 5  |
| 12        | 24       | Toni Elías          | Suter       | 26     | +59.583   | 10     | 4  |
| 13        | 60       | Julián Simón        | Suter       | 26     | +1:01.785 | 11     | 3  |
| 14        | 18       | Nicolás Terol       | Suter       | 26     | +1:03.430 | 17     | 2  |
| 15        | 77       | Dominique Aegerter  | Suter       | 26     | +1:10.341 | 12     | 1  |
| 16        | 44       | Roberto Rolfo       | Suter       | 26     | +1:22.145 | 21     |    |
| 17        | 49       | Axel Pons           | Kalex       | 26     | +1:46.994 | 16     |    |
| 18        | 72       | Yuki Takahashi      | Suter       | 25     | +1 Vuelta | 20     |    |
| 19        | 10       | Marco Colandrea     | FTR         | 25     | +1 Vuelta | 31     |    |
| Ret       | 5        | Johann Zarco        | Motobi      | 21     | Caída     | 8      |    |
| Ret       | 82       | Elena Rosell        | Moriwaki    | 18     | Caída     | 30     |    |
| Ret       | 30       | Takaaki Nakagami    | Kalex       | 17     | Caída     | 24     |    |
| Ret       | 63       | Mike Di Meglio      | Speed Up    | 16     | Caída     | 22     |    |
| Ret       | 88       | Ricard Cardús       | AJR         | 13     | Caída     | 15     |    |
| Ret       | 93       | Marc Márquez        | Suter       | 11     | Retirado  | 1      |    |
| Ret       | 8        | Gino Rea            | Suter       | 7      | Retirado  | 23     |    |
| Ret       | 7        | Alexander Lundh     | MZ-RE Honda | 7      | Retirado  | 25     |    |
| Ret       | 15       | Alex de Angelis     | Suter       | 3      | Caída     | 7      |    |
| Ret       | 47       | Ángel Rodríguez     | Bimota      | 2      | Caída     | 29     |    |
| Ret       | 3        | Simone Corsi        | FTR         | 2      | Retirado  | 14     |    |
| Ret       | 4        | Randy Krummenacher  | Kalex       | 1      | Retirado  | 13     |    |
| DNS       | 19       | Xavier Siméon       | Tech 3      |        |           |        |    |
| Fuente:   |          |                     |             |        |           |        |    |

### Moto3
| Pos.! N.º | Corredor | Marca               | Vueltas     | Tiempo | Parrilla   | Puntos |    |
| --------- | -------- | ------------------- | ----------- | ------ | ---------- | ------ | -- |
| 1         | 96       | Louis Rossi         | FTR-Honda   | 24     | 49:12.390  | 15     | 25 |
| 2         | 23       | Alberto Moncayo     | Kalex-KTM   | 24     | +27.348    | 7      | 20 |
| 3         | 42       | Álex Rins           | Suter-Honda | 24     | +28.899    | 26     | 16 |
| 4         | 27       | Niccolò Antonelli   | FTR-Honda   | 24     | +33.195    | 27     | 13 |
| 5         | 61       | Arthur Sissis       | KTM         | 24     | +36.989    | 14     | 11 |
| 6         | 11       | Sandro Cortese      | KTM         | 24     | +45.312    | 6      | 10 |
| 7         | 53       | Jasper Iwema        | FGR-Honda   | 24     | +58.645    | 25     | 9  |
| 8         | 89       | Alan Techer         | TSR-Honda   | 24     | +1:05.022  | 18     | 8  |
| 9         | 21       | Iván Moreno         | FTR-Honda   | 24     | +1:09.194  | 29     | 7  |
| 10        | 30       | Giulian Pedone      | Suter-Honda | 24     | +1:45.751  | 19     | 6  |
| 11        | 94       | Jonas Folger        | Ioda        | 23     | +1 Vueltas | 11     | 5  |
| 12        | 77       | Marcel Schrötter    | Mahindra    | 23     | +1 Vueltas | 32     | 4  |
| 13        | 86       | Kevin Hanus         | Honda       | 23     | +1 Vueltas | 30     | 3  |
| 14        | 19       | Alessandro Tonucci  | FTR-Honda   | 22     | +2 Vueltas | 23     | 2  |
| 15        | 31       | Niklas Ajo          | KTM         | 20     | +4 Vueltas | 13     | 1  |
| Ret       | 63       | Zulfahmi Khairuddin | KTM         | 17     | Caída      | 10     |    |
| Ret       | 25       | Maverick Viñales    | FTR-Honda   | 16     | Caída      | 1      |    |
| Ret       | 44       | Miguel Oliveira     | Suter-Honda | 15     | Caída      | 3      |    |
| Ret       | 39       | Luis Salom          | Kalex-KTM   | 13     | Caída      | 9      |    |
| Ret       | 55       | Héctor Faubel       | Kalex-KTM   | 12     | Caída      | 8      |    |
| Ret       | 84       | Jakub Kornfeil      | FTR-Honda   | 12     | Caída      | 4      |    |
| Ret       | 32       | Isaac Viñales       | FTR-Honda   | 12     | Caída      | 20     |    |
| Ret       | 26       | Adrián Martín       | FTR-Honda   | 8      | Caída      | 12     |    |
| Ret       | 8        | Jack Miller         | Honda       | 8      | Retirado   | 22     |    |
| Ret       | 15       | Simone Grotzkyj     | Suter-Honda | 7      | Caída      | 24     |    |
| Ret       | 99       | Danny Webb          | Mahindra    | 7      | Retirado   | 31     |    |
| Ret       | 52       | Danny Kent          | KTM         | 5      | Caída      | 17     |    |
| Ret       | 5        | Romano Fenati       | FTR-Honda   | 2      | Caída      | 21     |    |
| Ret       | 10       | Alexis Masbou       | Honda       | 1      | Caída      | 5      |    |
| Ret       | 51       | Kenta Fujii         | TSR-Honda   | 1      | Caída      | 28     |    |
| Ret       | 41       | Brad Binder         | Kalex-KTM   | 0      | Caída      | 16     |    |
| Ret       | 3        | Luigi Morciano      | Ioda        | 0      | Retirado   | 33     |    |
| DNS       | 7        | Efrén Vázquez       | FTR-Honda   |        |            | 2      |    |
| DNS       | 9        | Toni Finsterbusch   | Honda       |        |            |        |    |
| Fuente:   |          |                     |             |        |            |        |    |